# Häusern (Landschaftsschutzgebiet)
Das Landschaftsschutzgebiet Häusern ist ein mit Verordnung der Unteren Naturschutzbehörde beim Landratsamt Waldshut vom 6. August 1996 ausgewiesenes Schutzgebiet auf der Gemarkung der Gemeinde Häusern im Landkreis Waldshut in Baden-Württemberg.

## Lage und Beschreibung
Das rund 766 Hektar große Schutzgebiet umfasst die gesamte Gemarkung der Gemeinde Häusern mit Ausnahme des Siedlungsbereiches sowie der sich unmittelbar anschließenden land- und forstwirtschaftlich genutzten Flächen. Es gehört zum Naturraum 155-Hochschwarzwald innerhalb der naturräumlichen Haupteinheit 15-Schwarzwald.

## Schutzzweck
Wesentlicher Schutzzweck ist laut Schutzgebietsverordnung die Erhaltung der abwechslungsreichen mit Steinriegeln durchzogenen Waldkuppenlandschaft mit ihren an Feuchtbiotopen reichen Wannen und felsigen Kuppen, die sich durch eine besondere Eigenart, Vielfalt und Schönheit sowie durch ihre hervorragende Erholungseignung auszeichnet.